# William Herbert, Pembroke grófja
William Herbert Pembroke első grófja volt. A rózsák háborúja egyik ütközetében, az Edgecote Moor-i csatában ő vezette a királypárti csapatokat. Miután serege megfutamodott, ellenfelei elfogták és kivégezték.

## Élete
Apja William Herbert volt, akit William ap Thomasként is ismertek, aki V. Henrik angol király alatt harcolt Franciaországban. 1415-ben ütötték lovaggá. Anyja David Gam lánya, Gladys volt. Családja I. Vilmos angol király idejéből, Herbertus Camerariustól  eredeztette magát. Walesben voltak birtokaik. Felesége Anne Devereux volt.
Herbert gyerekkora óta harcos volt, VI. Henrik angol király 1449-ben ütötte lovaggá, és 1450-ben Edmund Beaufort, Somerset hercege alatt szolgált Franciaországban. Az 1450-es ütközetben Formigny-nél fogságba esett, de hamar kiszabadult. A rózsák háborújában York-párti volt, nagy szolgálatot tett Jasper Tudor, Pembroke grófja és Henrik exeteri herceg elleni fellépésével. 1457. május 1-jén a lancasteriek felajánlották, hogy életét és vagyonát megtarthatja, ha bocsánatot kér VI. Henriktől, de ő megmaradt yorkinak.
1461 márciusától IV. Eduárd szűkebb tanácsának tagja lett, majd májusban fontos walesi pozíciókat szerzett meg. November 4-én bárói rangot kapott, és szolgálatai jutalmaként megkapta Pembroke várát, városát és birtokát. 1462. április 29-én megkapta a Térdszalagrendet. Kevéssel ezután csatlakozott a király észak-angliai hadjáratához, amely a még Lancaster-kézen lévő területek ellen indult. 1463-ban újabb – merionetshire-i, devonshire-i és suffolki – birtokokat kapott. Pembroke 1466-ban bemutatott egy levelet, amelyet Anjou Margit angol királyné futárjától koboztak el, és Richard Neville, Warwick grófja szervezkedéséről szólt. 1467 januárjában mindkettőjüket a királyi tanács elé idézték. 1467-ben életre szólóan megkapta Észak-Wales főbírói pozícióját. 1468-ban testvérével, Sir Richarddal elfoglalta a lancasteri kézen lévő utolsó várat, Harlech-et. Itt foglyul ejtette Tudor Henriket, a későbbi VII. Henriket, de nem sikerült hozzáadnia lányát, Maudot.
Az 1469-es lázadások idején, amelyek mögött Warwick állt, Pembroke gyorsan felállította walesiekből álló seregét. Júliusban azt az utasítást kapta, hogy testvérével együtt vezessék a katonákat Banburybe, és csatlakozzanak az erős íjászalakulatot is magában foglaló csapathoz, amelyet Humphrey Stafford, Devon grófja vezet. A manőver első fele sikerült, de a két sereg vezetője között vita tört ki az elszállásolásról, és ezért szétváltak. Július 29-én így Pembroke kénytelen volt egyedül, íjászok nélkül felvenni a harcot a lázadókkal. Hiába harcolt hősiesen, az Edgecote Moor-i csatát elvesztette, és testvérével együtt fogságba került. Július 28-án mindkettőjüket lefejezték. Pembroke-ot a Tintern apátság temették el.